# Stoidis pygmaea
Espèce
Synonymes
- Prostheclina pygmaea Peckham & Peckham, 1894

Stoidis pygmaea est une espèce d'araignées aranéomorphes de la famille des Salticidae.

## Distribution
Cette espèce est endémique de Saint-Vincent à Saint-Vincent-et-les-Grenadines.

## Description
Le mâle mesure 3 mm et la femelle 3,7 mm.

## Publication originale
- Peckham & Peckham, 1894 : On the spiders of the family Attidae of the island of Saint-Vincent. Proceedings of the Zoological Society of London, vol. 61, no 4, p. 692-704 (texte intégral).